# Sporidesmium
Sporidesmium ist die einzige Gattung der Sporidesmiaceae, die wiederum die einzige Familie der Ordnung der Sporidesmiales innerhalb der Schlauchpilze (Ascomycota) sind.

## Merkmale
Das Myzel von Sporidesmium besteht aus durchscheinenden bis blassbraunen, glatten, verzweigten und septierten Hyphen, die im Substrat eingetaucht oder oberflächlich sind. Die Kolonien sind schwarz und aus dem Substrat hervorbrechend. Die Konidienträger sind einzeln oder in Büscheln, aufrecht oder auch kriechend, unverzweigt, mehr oder weniger zylindrisch, dunkelbraun und septiert. Die konidiogenen Zellen sind endständig, mittelbraun, glatt, fast zylindrisch und holoblastisch, d. h. sie werden als Ganzes nach der Bildung abgeschnürt. Die Konidie sind trocken, einzeln, mittelbraun, glatt, fast keulig bis zylindrisch oder spindelförmig, die Basis ist abgestutzt. Sie besitzen zwei (distoseptate) Zellwände.
Die Hauptfruchtform wird nur selten gebildet, sie wurde erst 2017 das erste Mal beschrieben. Die Fruchtkörper sind verstreut oder einzeln. Sie sind  uniloculat, d. h., mit einer einzigen Vertiefung, fast kugelig oder elliptisch und ledrig. Das Ostioloum, die obere Öffnung ist zylindrisch und ist periphysat, d. h. sie haben fädige Filamente entlang der Öffnung. Das Peridium, die Außenhaut ist dreilagig. Hyphenähnliche Paraphysen sind zahlreich vorhanden, die sich nach oben verjüngen. Die Schläuche besitzen acht Sporen, haben nur eine Zellwand (unitunikat) und sind lang zylindrisch mit einem sich verjüngenden Stielchen und einem klar unterscheidbaren, sich nicht mit Iod anfarbbaren apikalen Rings. Die Sporen sind schied einreihig, spindelförmig und durchscheinend.

## Lebensweise und Verbreitung
Sporidesmium-Arten sind weit verbreitet und leben in terrestrischen und aquatischen Habitaten auf Holz.

## Systematik und Taxonomie
Die Gattung Sporidesmium wurde bereits 1809 von  Heinrich Friedrich Link  erstbeschrieben, die Familie Sporidesmiaceae dann 1849 von Elias Magnus Fries, lange war ihre Stellung innerhalb der Sordariomyceten nicht klar, Zhang und Mitarbeiter stellten dann Distoseptispora als Schwesterklade zu Sporidesmium fest. Crous beschrieb dann 2018 die Ordnung. Sie ist monotypisch.
Die Gattung Sporidesmium enthält 330 Arten. Die Typusart ist Sporidesmium atrum.